# 프랭크 위스바
프랭크 위스바 (1899년 12월 9일 ~ 1967년 3월 17일)는 독일의 영화 감독이자 시나리오 작가였다. 그는 1932년부터 1967년까지 독일과 미국에서 TV 출연과 20편이 넘는 영화를 감독했다. 또 드라마 시리즈 Fireside Theatre의  몇몇 에피소드들의 연출, 집필, 그리고 프로듀싱을 맡았다. 그는 제10회 베를린 국제 영화제의 심사위원 중 한명을 담당하기도 했다.

## 필모그래피
- Spell of the Looking Glass (1932)
- Anna and Elizabeth (안나와 엘리자베스) (1933)
- Rivalen der Luft (1934)
- Hermine and the Seven Upright Men (1935)
- The Unknown (1936)
- Fährmann Maria (1936)
- Ball at the Metropol (1937)
- Secrets of a Sorority Girl (1945)
- Strangler of the Swamp (1946)
- Devil Bat's Daughter (1946)
- Lighthouse (등대) (1947)
- Haie und kleine Fische (1957)
- Nasser Asphalt (1958)
- Stalingrad: Dogs, Do You Want to Live Forever? (1959)
- Darkness Fell on Gotenhafen (1959)
- Officer Factory (1960)
- Barbara (1961)
- The Legion's Last Patrol (1962)
- Durchbruch Lok 234 (1963)
- S.O.S. -- Morro Castle (1966, TV 프로그램)